# Achyra rantalis
Achyra rantalis is een vlinder uit de familie van de grasmotten (Crambidae). De wetenschappelijke naam van de soort is, als Nymphula rantalis, voor het eerst geldig gepubliceerd in 1854 door Achille Guenée.

## Synoniemen
- Botis communis Grote, 1876
- Botys licealis Walker, 1859
- Botys posticata Grote & Robinson, 1867
- Botys siriusalis Walker, 1859
- Botys subfulvalis Herrich-Schäffer, 1871
- Botys viscendalis Möschler, 1890
- Ebulea murcialis Walker, 1859
  - Achyra murcialis (Walker, 1859) non Ragonot, 1895
- Eurycreon collucidalis Möschler, 1890
- Nephopteryx intractella Walker, 1863
- Nymphula similalis Guenée, 1854
- Nymphula ferruginea Warren, 1892
- Nymphula garalis Schaus, 1906
- Pyrausta caffrei Flint & Malloch, 1920
- Scopula crinisalis Walker, 1859
  - Botys crinitalis Lederer, 1863
- Scopula diotimealis Walker, 1859
- Scopula nestusalis Walker, 1859